# Octavarium (chanson)
Pour l'album, voir Octavarium.
Pistes de Octavarium
Sacrificed Sons
(7)
Octavarium est la huitième chanson de l'album Octavarium du groupe de metal progressif Dream Theater. Elle est divisée en cinq parties.

## Apparitions
1. Octavarium (Album) (2005)
2. Score (Album Live) (2006)

## Faits Divers
- C'est la deuxième chanson en termes de durée, c'est-à-dire 24 minutes qui représentent les 24 heures d'une journée.
- Cette pièce est non seulement influencée par Pink Floyd, mais elle rend hommage au groupe. Au milieu de la chanson on peut entendre Mike Portnoy murmurer: "This is where we came in?" phrase popularisée dans les premières et dernières secondes de l'album The Wall.
- La chanson commence avec un Fa une octave plus haut que le premier Fa de The Root Of All Evil. La chanson termine avec la première note de l'album, bouclant ainsi le cercle que cet album est censé représenter.
- I. Someone Like Him est la première partie de la chanson de 0:00 à 8:45. Elle débute par une introduction au clavier rappelant Shine On You Crazy Diamond de Pink Floyd. Rudess y fait usage du Continuum de Haken Audio et de la guitare lap-steel. Les paroles écrites par John Petrucci ont un fond autobiographique, le narrateur parle d'une personne à qui il n'a jamais voulu ressembler et à qui il ressemble à présent en se rendant compte qu'il a toujours voulu cela. Cette partie, comme toutes les autres, évoque l'idée d'un cercle sans fin qui revient toujours au point de départ tel l'octave en musique, symbole de la chanson et de l'album.
- II. Medicate (Awakening) est la deuxième partie de la chanson de 8:46 à 12:15 axée sur plusieurs superpositions de parties vocales. Les paroles écrites par James LaBrie parlent d'un homme se réveillant après 30 ans de sommeil catatonique et qui, malgré sa volonté et les efforts des médecins, replonge lentement dans ce long sommeil. Là encore, on a l'idée d'un retour inéluctable au commencement.
- III. Full Circle est la troisième partie de la chanson de 12:15 à 18:28. Elle débute par un solo de clavier électrisant, puis de sections instrumentales très complexes. Elle comprend également une partie vocale qui n'est constituée que de références à plusieurs influences du groupe, en effet, les paroles ne sont quasiment que des noms de groupes, ou de chansons enchevêtrés de manière que la dernière syllabe d'une expression se référant à une chanson ou un groupe soit aussi la première syllabe de l'expression suivante. Le refrain évoque le thème principal de la chanson avec la phrase "Only to find I've come full circle" soit littéralement : "Pour finalement trouver que j'ai tracé un cercle complet".
- IV. Intervals est la quatrième partie de la chanson de 18:28 à 19:55 qui est une partie parlée et chantée par James LaBrie qui résume chaque chanson de l'album accompagné d'un extrait à peine audible de chaque. Le titre vient du fait que Mike Portnoy donne le degré (la piste) de chaque chansons comme on énumère les notes d'une gamme en anglais : "root", "second", third", "fourth", "fifth", "sixth", "seventh" et "octave". La phrase répétée quatre fois "Trapped inside this Octavarium" (soit "Piégés dans cet Octavarium") montre que l'on ne peut s'échapper de ce cercle complet, de ce cycle naturel qui nous ramène toujours au commencement, à l'image de cette chanson, très inspirée par les grands classiques du rock progressif qui sont les origines de la musique de Dream Theater.
- V. Razor's Edge est la cinquième et dernière partie de la chanson de 19:55 à 24:00. Les paroles écrites par John Petrucci, résument le concept d'Octavarium qui est que l'on revient toujours là où nous avons commencé avec la dernière phrase de la chanson et par conséquent de l'album : "This story ends where it began" ("Cette histoire se finit là où elle a commencé"). La chanson se termine avec une solo de guitare qui conclut l'album, le tout accompagné d'une grande finale orchestrale.

## Personnel
- James LaBrie - chant
- John Myung - basse
- John Petrucci - guitare et chant
- Mike Portnoy - batterie et chant
- Jordan Rudess - claviers, continuum fingerboard et guitare lap-steel
- Orchestre
  - Jamshied Sharifi - chef d'orchestre
  - Elena Barere - premier violon
  - Katherine Fong - violon
  - Ann Lehmann - violon
  - Katherine Livolsi-Stern - violon
  - Laura McGinniss - violon
  - Catherine Ro - violon
  - Ricky Sortomme - violon
  - Yuri Vodovoz - violon
  - Vincent Lionti - alto
  - Karen Dreyfus - alto
  - Richard Locker - violoncelle
  - Jeanne LeBlanc - violoncelle
  - Pamela Skar - flûte
  - Joe Anderer - cor d'harmonie
  - Stewart Rose - cor d'harmonie